# Parafia św. Wojciecha w Prabutach
Parafia św. Wojciecha w Prabutach – parafia erygowana 15 września 1870 należąca do dekanatu Prabuty w diecezji elbląskiej.

## Kościoły parafii
Parafia dysponuje dwoma kościołami:
- Kościół św. Andrzeja Apostoła w Prabutach (parafialny)
- Konkatedra św. Wojciecha w Prabutach (filialny)